# Olga Rubtsova
Olga Nikolaevna Rubtsova (en rus: Ольга Николаевна Рубцова), (20 d'agost de 1909 – 13 de desembre de 1994), fou una jugadora d'escacs soviètica, quarta Campiona del Món d'escacs, i primera Campiona del Món d'escacs postals.

## Resultats destacats en competició

### Campionats soviètics
Fou quatre cops Campiona de l'URSS els anys 1927, 1931, 1937 i 1948.

### Campionats mundials
Rubtsova va ser segona al Campionat del món de 1950, un punt per sota de Liudmila Rudenko. Va guanyar el títol el 1956, per damunt de Rudenko i de Ielizaveta Bíkova en un torneig triangular celebrat a Moscou. El 1958 va perdre el títol contra Bykova en matx individual a catorze partides, que quedà 8,5 a 5,5 (+4 -7 =3).

### Participacions en olimpíades d'escacs
Mentre era la campiona del món regnant, va participar, representant l'URSS, i fent equip amb la WIM Kira Zvorykina, a la 1a Olimpíada d'escacs femenina, el setembre de 1957, a Emmen, (Països Baixos), on l'equip soviètic quedà primer (de 21 equips). Rubtsova va fer 9,5 punts de 14 partides (+6 =7 -1), per un total del 67,9% de la puntuació.

## Escacs per correspondència
Rubtsova també va jugar a escacs per correspondència, i va esdevenir la primera Campiona del món en aquesta modalitat, l'any 1972 (fou segona en el següent campionat, perdent el títol contra Lora Jakovleva en el desempat, i cinquena en el següent campionat posterior).
Fins al 2006, va ser l'única persona, entre homes i dones, que havia estat Campiona del món en ambdues modalitats dels escacs.
La seva filla, Elena Fatalibekova, també WGM, continuà amb la tradició familiar i fou Campiona de l'URSS el 1974, i candidata al títol mundial